# Кокшариха
Кокшариха — деревня в Ирбитском МО Свердловской области, Россия.

## Географическое положение
Деревня Кокшариха «Ирбитского муниципального образования» находится в 7 километрах (по автотрассе в 8 километрах) к юго-востоку от города Ирбит, на правом берегу протоки Старица реки Ница.

## Население
| 2002 | 2010 | 2021 |
| ---- | ---- | ---- |
| 94   | ↘88  | ↗92  |